# 앙브루아즈 토마

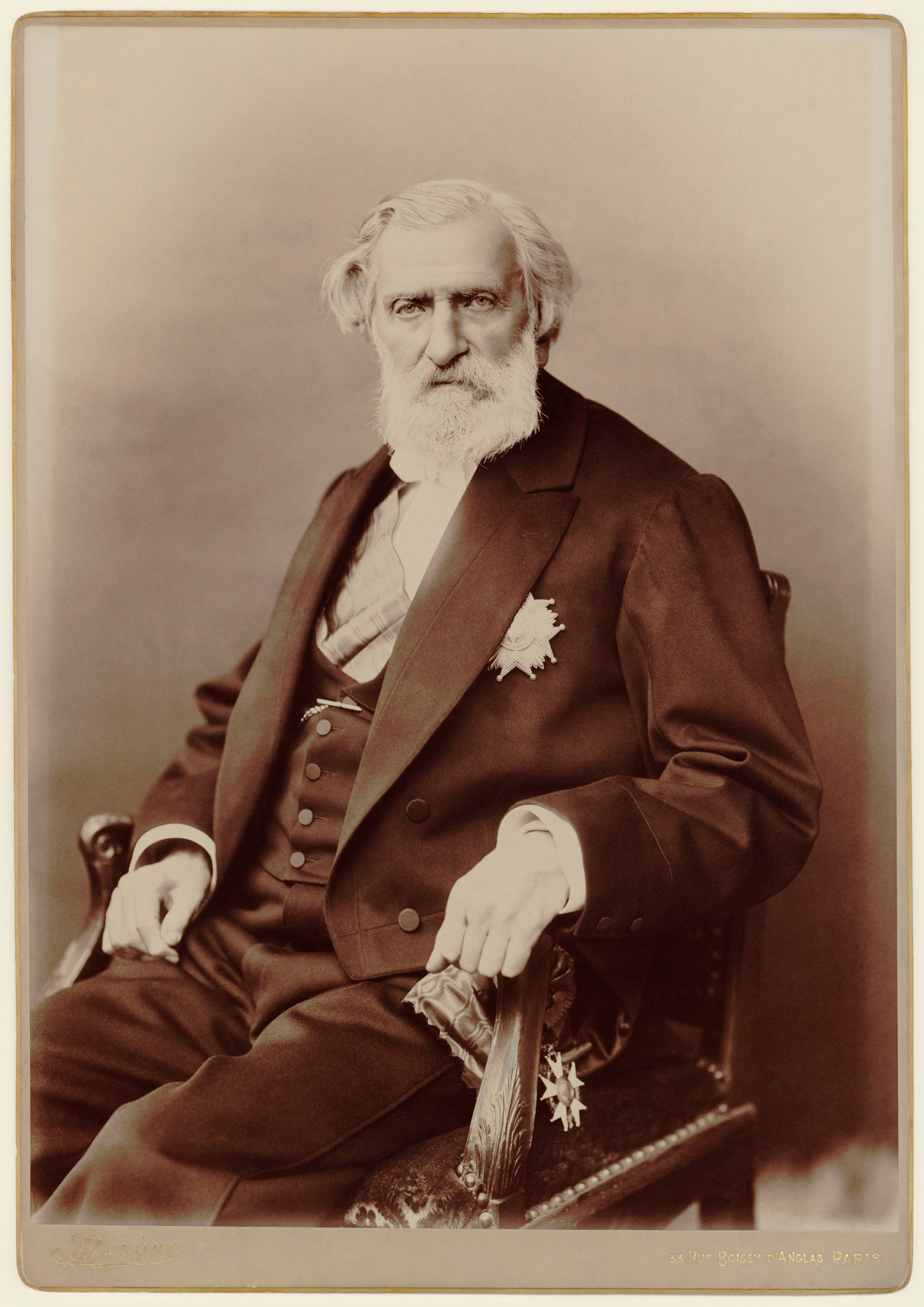
앙브루아즈 토마

앙브루아즈 토마(Ambroise Thomas, 1811년 8월 5일 ~ 1896년 2월 12일)는 프랑스의 작곡가이다.
대표작으로 오페라 《미뇽》과 《햄릿》이 있다.